# Thế vận hội Mùa đông 1998
Thế vận hội Mùa đông 1998, hay Thế vận hội Mùa đông XVIII, được tổ chức từ 7 tháng 2 đến 22 tháng 2 năm 1998 tại Nagano, Nhật Bản. Tất cả có 73 quốc gia tham dự.

## Các quốc gia tham dự
Sau đây là danh sách 73 quốc gia tham dự Thế vận hội Mùa đông 1998.
| \| - Andorra (3) - Argentina (2) - Armenia (7) - Úc (23) - Áo (96) - Azerbaijan (4) - Belarus (59) - Bỉ (1) - Bermuda (1) - Bosna và Hercegovina (8) - Brasil (1) - Bulgaria (19) - Canada (144) - Chile (3) - Trung Quốc (55) - Croatia (6) - Síp (1) - Cộng hòa Séc (60) - Đan Mạch (12) - Estonia (20) - Phần Lan (85) - Pháp (106) - Gruzia (4) - Đức (125) \| - Anh Quốc (34) - Hy Lạp (13) - Hungary (17) - Iceland (7) - Ấn Độ (1) - Iran (1) - Ireland (6) - Israel (3) - Ý (112) - Jamaica (6) - Nhật Bản (156) - Kazakhstan (60) - Kenya (1) - CHDCND Triều Tiên (8) - Hàn Quốc (37) - Kyrgyzstan (1) - Latvia (29) - Liechtenstein (8) - Litva (7) - Luxembourg (1) - Macedonia (3) - Moldova (2) - Monaco (4) - Mông Cổ (3) \| - Hà Lan (22) - New Zealand (8) - Na Uy (76) - Ba Lan (39) - Bồ Đào Nha (2) - Puerto Rico (6) - România (16) - Nga (122) - Slovakia (37) - Slovenia (34) - Nam Phi (2) - Tây Ban Nha (12) - Thụy Điển (99) - Thụy Sĩ (69) - Đài Bắc Trung Hoa (7) - Trinidad và Tobago (2) - Thổ Nhĩ Kỳ (1) - Ukraina (56) - Hoa Kỳ (186) - Uruguay (1) - Uzbekistan (4) - Venezuela (1) - Quần đảo Virgin thuộc Mỹ (7) - Cộng hòa Liên bang Nam Tư (2) \| | | |
| - Andorra (3) - Argentina (2) - Armenia (7) - Úc (23) - Áo (96) - Azerbaijan (4) - Belarus (59) - Bỉ (1) - Bermuda (1) - Bosna và Hercegovina (8) - Brasil (1) - Bulgaria (19) - Canada (144) - Chile (3) - Trung Quốc (55) - Croatia (6) - Síp (1) - Cộng hòa Séc (60) - Đan Mạch (12) - Estonia (20) - Phần Lan (85) - Pháp (106) - Gruzia (4) - Đức (125) | - Anh Quốc (34) - Hy Lạp (13) - Hungary (17) - Iceland (7) - Ấn Độ (1) - Iran (1) - Ireland (6) - Israel (3) - Ý (112) - Jamaica (6) - Nhật Bản (156) - Kazakhstan (60) - Kenya (1) - CHDCND Triều Tiên (8) - Hàn Quốc (37) - Kyrgyzstan (1) - Latvia (29) - Liechtenstein (8) - Litva (7) - Luxembourg (1) - Macedonia (3) - Moldova (2) - Monaco (4) - Mông Cổ (3) | - Hà Lan (22) - New Zealand (8) - Na Uy (76) - Ba Lan (39) - Bồ Đào Nha (2) - Puerto Rico (6) - România (16) - Nga (122) - Slovakia (37) - Slovenia (34) - Nam Phi (2) - Tây Ban Nha (12) - Thụy Điển (99) - Thụy Sĩ (69) - Đài Bắc Trung Hoa (7) - Trinidad và Tobago (2) - Thổ Nhĩ Kỳ (1) - Ukraina (56) - Hoa Kỳ (186) - Uruguay (1) - Uzbekistan (4) - Venezuela (1) - Quần đảo Virgin thuộc Mỹ (7) - Cộng hòa Liên bang Nam Tư (2) |

## Môn thi đấu
| - Trượt tuyết đổ đèo - Hai môn phối hợp - Xe trượt lòng máng (bobsleigh) - Trượt tuyết việt dã (cross-country skiing) - Bi đá trên băng (curling) - Trượt băng nghệ thuật (figure skating) - Trượt tuyết tự do (freestyle skiing) | - Khúc côn cầu (hockey) - Trượt băng nằm ngửa - Hai môn phối hợp Bắc Âu - Trượt băng vòng ngắn (short track speed skating) - Trượt tuyết nhảy xa - Trượt ván trên tuyết - Trượt băng tốc độ (speed skating) |

## Bảng tổng sắp huy chương
| 1  | Đức (GER)      | 12 | 9  | 8 | 29 |
| 2  | Na Uy (NOR)    | 10 | 10 | 5 | 25 |
| 3  | Nga (RUS)      | 9  | 6  | 3 | 18 |
| 4  | Canada (CAN)   | 6  | 5  | 4 | 15 |
| 5  | Hoa Kỳ (USA)   | 6  | 3  | 4 | 13 |
| 6  | Hà Lan (NED)   | 5  | 4  | 2 | 11 |
| 7  | Nhật Bản (JPN) | 5  | 1  | 4 | 10 |
| 8  | Áo (AUT)       | 3  | 5  | 9 | 17 |
| 9  | Hàn Quốc (KOR) | 3  | 1  | 2 | 6  |
| 10 | Ý (ITA)        | 2  | 6  | 2 | 10 |